# Usingeriessa nigrifusalis
Usingeriessa nigrifusalis is een vlinder uit de familie van de grasmotten (Crambidae), uit de onderfamilie van de Acentropinae. De wetenschappelijke naam van deze soort is voor het eerst gepubliceerd in 1911 door Paul Dognin.
De soort komt voor in Colombia.